# Lelystad
Pronunciação
Lelystad é uma cidade dos Países Baixos, a capital da província de Flevolândia. Localizada no centro-norte neerlandês, foi fundada em 1957, apoiada em pilares que iam até ao subsolo. Seu nome é uma homenagem ao engenheiro Cornelis Lely, que participou da criação do projeto de reclamação do Zuiderzee. Tornou-se a capital da Flevolândia em 1986. Tinha, em 1 de janeiro de 2020, uma população de 78 598 habitantes, consistindo em uma densidade populacional de 341 habitantes por quilômetro quadrado (km²). 

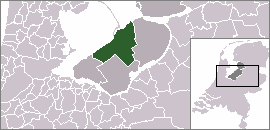
Localização de Lelystad na Flevolândia

Dessa população, 39 485 eram homens e 39 113 mulheres. Em 2020, houve 814 nascimentos e 683 mortes; 4 702 pessoas se mudaram para a cidade e 3 631 saíram dela, constituindo taxas positivas de natalidade e migração, com um crescimento de 1 213 habitantes.